# Edwina Mountbatten, Contesă Mountbatten de Burma
Edwina Cynthia Annette Mountbatten, Contesă Mountbatten de Burma (28 noiembrie 1901 – 21 februarie 1960) a fost soția Lordului Mountbatten, ultimul vicerege al Indiei britanice.

## Biografie
Edwina Cynthia Annette Ashley s-a născut în 1901 ca fiica cea mare a lui Wilfrid Ashley (mai târziu baron Mount Temple), membru al Parlamentului și a soției acestuia, Amalia Mary Maud Cassel. Mama ei era fiica unui magnat internațional, Sir Ernest Joseph Cassel, prieten și finanțator privat al viitorului rege Eduard al VII-lea. Cassel a fost unul dintre cei mai puternici și bogați oameni din Europa. Și-a pierdut soția iubită (Annette Mary Maud Maxwell), pentru care s-a convertit de la iudaism la romano catolicism. De asemenea, și-a pierdut unicul copil, Amalia. După această pierdere a plecat pe mare și a lăsat mare parte din vasta lui avere Edwinei, nepoata sa cea mare.

## Căsătoria cu Mountbatten
Bunicul ei a murit în 1921, lăsându-i 2 milioane de £ (astăzi 65,8 milioane £), domeniile Broadlands, Hampshire și Casa Brooke din Londra într-o vreme când salariul viitorului ei soț era de 610 £ pe an. Lordul Louis Mountbatten a întâlnit-o prima dată în 1920, când ea era un membru de frunte al societății londoneze.
Ashley și Mountbatten s-au căsătorit la 18 iulie 1922 la catedrala St. Margaret. Au fost prezenți familia lui Louis Mountbatten, faimoasa familie regală britanică. Prințul de Wales de atunci și viitorul rege Eduard al VIII-lea a fost cavaler de onoare. Cuplul a avut două fete: Patricia (născută la 14 februarie 1924) și Pamela (născută la 19 aprilie 1929).
Lady Mountbatten a trăit o viață privilegiată aproape în totalitate dedicată căutării plăcerii. Pentru o perioadă destul de mare de timp a fost plecată pe mare în timpul anilor 1930, când timp de patru luni nimeni nu a avut nici o idee unde este. Janet Morgan, biografa lui Lady Mountbatten, a scris: "Edwina Ashley s-a căsătorit cu Lordul Louis ('Dickie') Mountbatten în 1922 la vârsta de 20 de ani după două decade de frivolitate. Nemulțumindu-se cu două fiice bine-crescute și cu un 'băiat entuziast' de soț, ea s-a refugiat în amanți și a declanșat scandaluri."

## Alte relații
Ocazional, Lady Mountbatten a călătorit împreună cu cumnata soțul ei, Lady Milford Haven, ale căror legături bisexuale sunt probabil mai bine documentate decât cele atribuite Edwinei. Împreună cu Nancy Cunard, ea a fost suspectat că ar fi fost amanta actorul american Paul Robeson, deși ea a câștigat procesul împotriva ziarului care a imprimat povestea, ea mărturisind că nici nu a întâlnit pe acel bărbat. Totuși, ea a avut o relație reală cu starul de cabaret Leslie Hutchinson. Aventura lor a dus la ostracizarea lui socială și i-a distrus cariera profesională.
În timpul când soțul ei a fost vicerege al Indiei, au existat zvonuri că Edwina a avut o aventură cu Jawaharlal Nehru, care a devenit primul premier al Indiei în timpul staționării lor acolo, și că perechea ar fi reluat legătura la vizitele ulterioare ale lui Nehru în Anglia. Afirmația a fost făcută de Richard Hough în 1980, biograful Lordului Mountbatten în Hero of Our Times. Aventura a fost negată de familia Mountbatten deși au fost admise legături deschise ale cuplului. Ginerele Lordului Mountbatten și fost aide-de-camp naval, Lordul Brabourne, citând corespondența extinsă conservată între soacra lui și Nehru a făcut public acest lucru la 12 februarie 2003 în periodicul de știri indian "The Pioneer": "Philip Ziegler și Janet Morgan [biografi ai lui Louis și Edwinei Mountbatten] sunt singurii doi oameni care au văzut scrisorile în afara familiei, și nici unul dintre ei nu crede că a existat ceva fizic."
Catherine Clement, autoarea cărții Edwina and Nehru: A Novel a declarat într-un interviu în "Times of India" ca "Edwina în scrisorile sale către Lordul Mountbatten a scris că relația ei cu Nehru a fost în cea mai mare parte platonică. În cea mai mare parte nu întotdeauna". Fiica lui Mountbatten, Pamela, a recunoscut aventura cu Nehru susținând că relația a fost non-fizică.

## Deces
Lady Mountbatten a murit în somn la vârsta de 58 de ani din cauze necunoscute, la Jesselton, Borneo de Nord. În conformitate cu dorințele ei, Lordul Mountbatten i-a împrăștiat cenușa pe mare în largul coastei Portsmouth la 25 februarie 1960; Nehru a trimis două distrugătoare indiene să însoțească corpul ei; Geoffrey Fisher, arhiepiscopul de Canterbury, a oficiat.